# Aeroporto Internacional Princesa Juliana
O Aeroporto Internacional Princesa Juliana (IATA: SXM, ICAO: TNCM) localiza-se na ilha tropical de São Martinho, no Reino dos Países Baixos, e é o segundo aeroporto com maior movimento no Caribe. Recebeu este nome em homenagem à então princesa herdeira Juliana dos Países Baixos.
É considerada uma das aproximações mais difíceis de todo o mundo, onde os aviões passam por cima da Praia Maho a 10 metros dos banhistas para o procedimento de pouso. No momento das decolagens feitas pela cabeceira 10, os banhistas são "lançados" para o mar com muita força, especialmente pelos aviões de grande porte (Boeing 747 e Airbus A340). Contudo, mesmo com o tráfego diário destes aviões, apenas há registo de 2 acidentes, nos anos de 1970 e 1972. O aeroporto recebe diariamente aviões 'jumbo', como os A340 da KLM vindos de Amsterdã e os da Air France, de Paris.
Em outubro de 2016, o Boeing 747 deixou de realizar aterragens no aeroporto, quando a KLM encerrou os voos do modelo para o local.
No dia 12 de julho de 2017 uma turista neozelandesa de 57 anos morreu na Praia Maho em St. Maarten, após ser atingida por uma forte rajada de vento de um avião. A tragédia aconteceu nesse Aeroporto, que fica a poucos metros da praia. De acordo com a polícia, a vítima estava pendurada numa cerca que permite a observação de pousos e decolagens quando foi derrubada pelo vento, causada pela força dos motores de um Boeing 737 que a arremessaram para uma parede de concreto; ela foi socorrida, mas faleceu em seguida.
No dia 5 de setembro do mesmo ano o aeroporto foi destruído pelo Furacão Irma, o mais forte a atingir a ilha. A pista ficou coberta de areia e resíduos, as pontes telescópicas e equipamentos, incluindo veículos, foram levados pelos fortes ventos, além disso, todo o teto foi derrubado. O terminal está sendo reconstruído, e uma parte da obra foi entregue no ano seguinte.

## Galeria

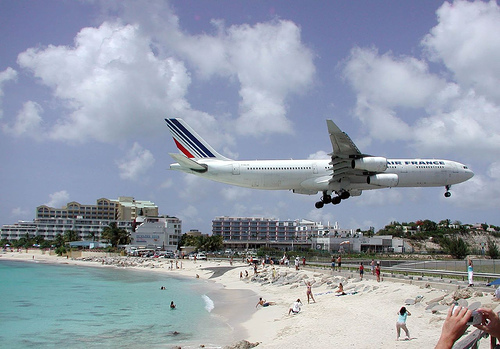
Airbus A340 da Air France se aproximando do Aeroporto Internacional Princesa Juliana.
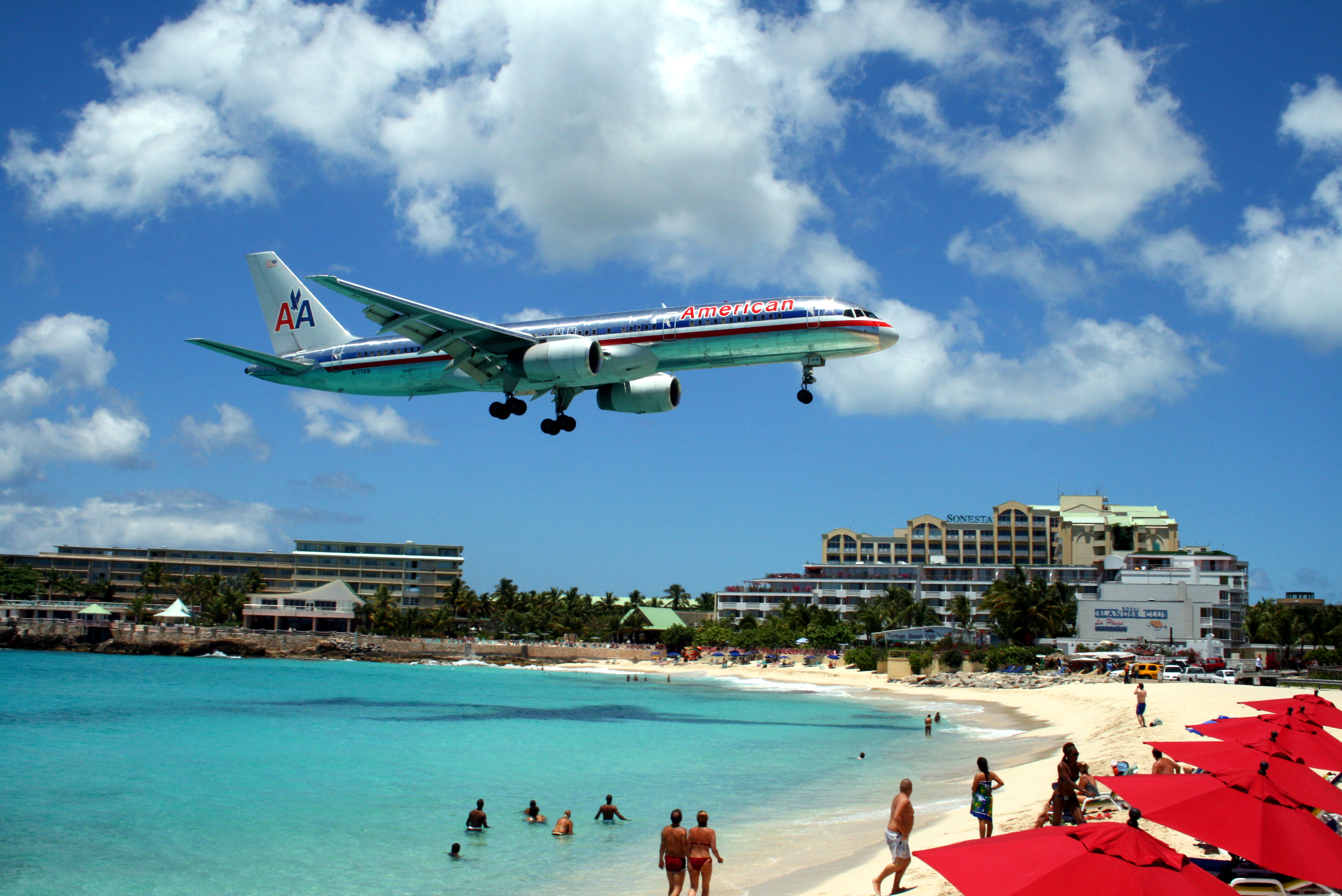
Boeing 757 da American Airlines se aproximando do Aeroporto Internacional Princesa Juliana.
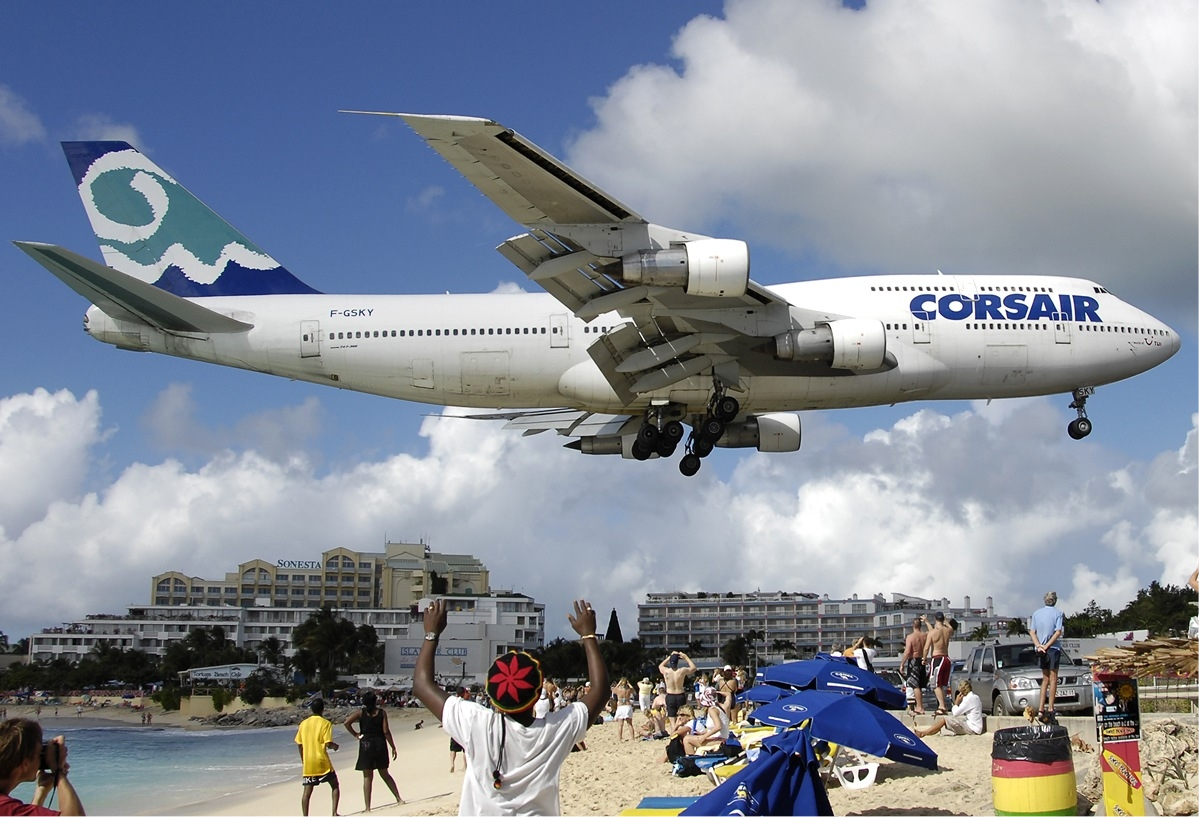
Boeing 747-300 da Corsairfly se aproximando do Aeroporto Internacional Princesa Juliana.
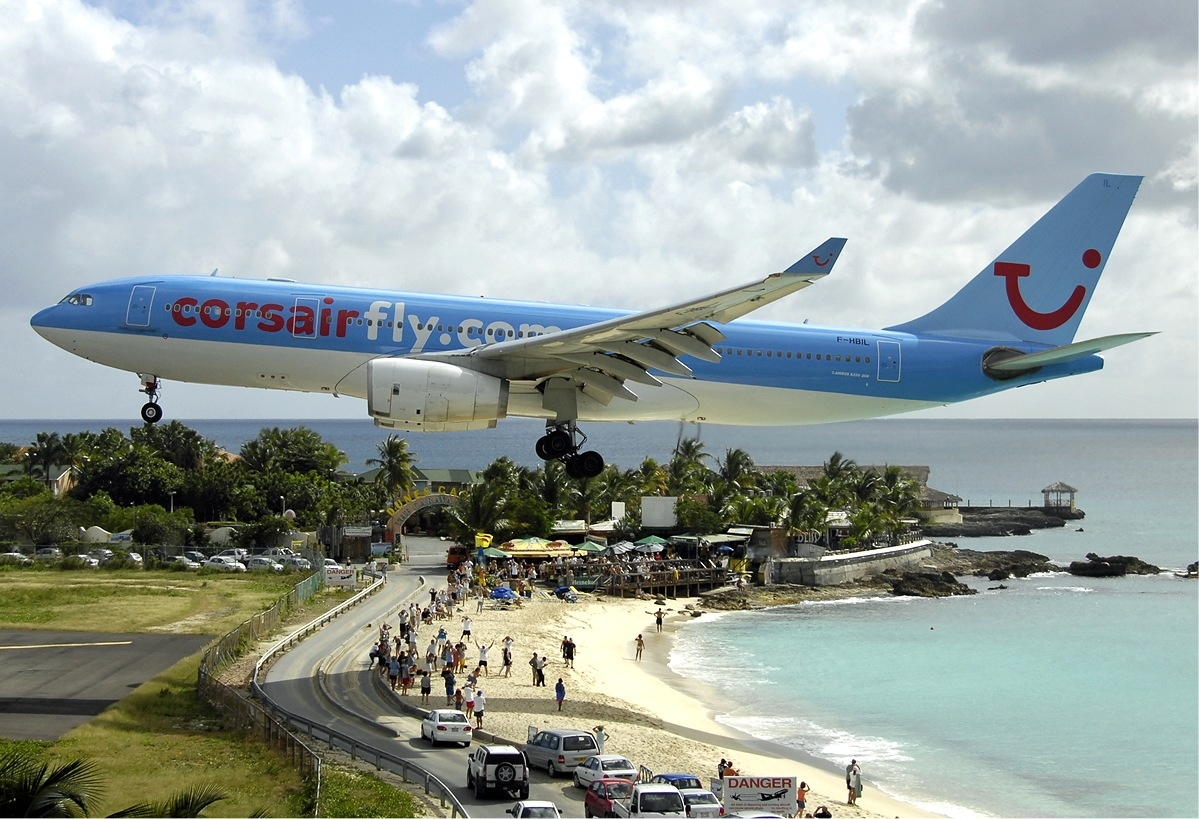
Airbus A330 da Corsairfly se aproximando do Aeroporto Internacional Princesa Juliana.
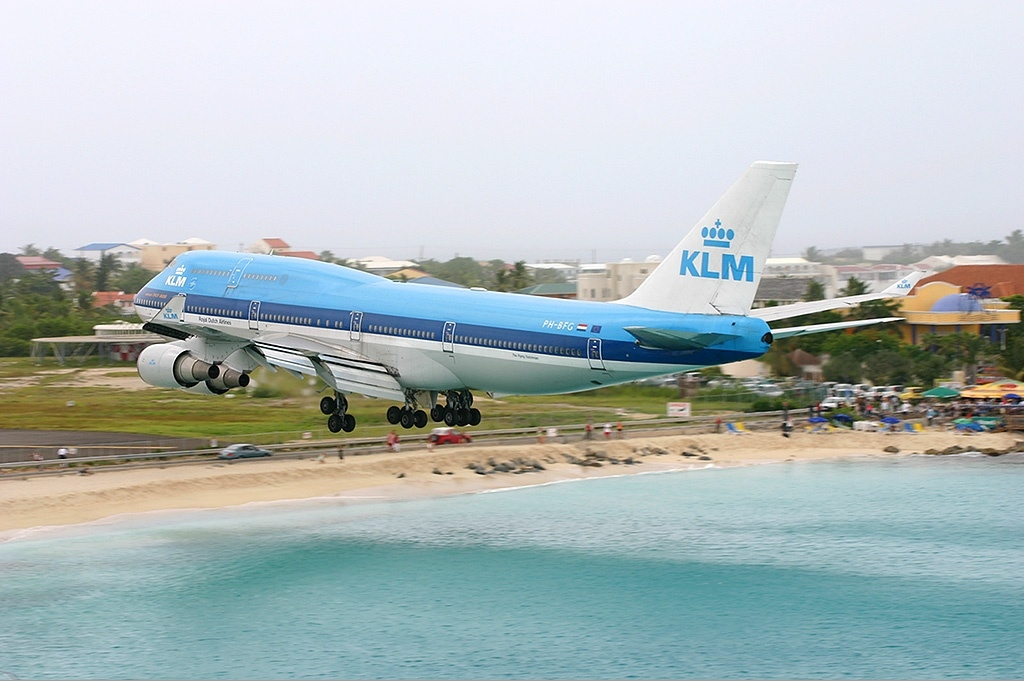
Boeing 747-400 da KLM se aproximando do Aeroporto Internacional Princesa Juliana.
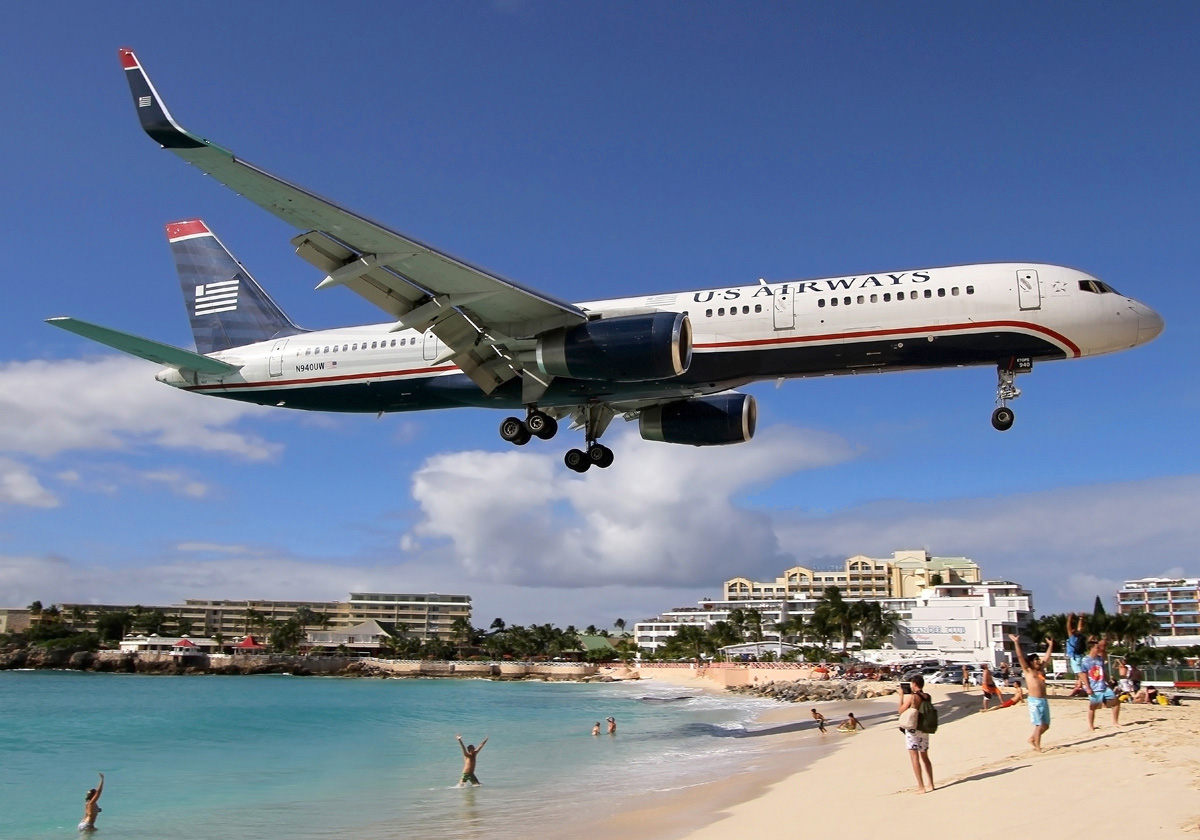
Boeing 757-200 da US Airways se aproximando do Aeroporto Internacional Princesa Juliana.